# Nena Viana
Nena Vianna, nome artístico de Inajá Viana (Patos, 28 de outubro de 1926 – Santo André, 13 de março de 1983), foi uma maquiadora e atriz brasileira.
Atuou nos filmes O Gato de Madame, Chofer de Praça, Jeca Tatu, As Aventuras de Pedro Malasartes, No Paraíso das Solteironas, O Grande Xerife, Jecão, um Fofoqueiro no Céu e outros, todos estes com Mazzaropi.

## Filmografia
| Ano  | Título                           | Personagem              |
| ---- | -------------------------------- | ----------------------- |
| 1956 | O Gato de Madame                 | Mulher de Arlindo       |
| 1958 | Chofer de Praça                  | Vizinha de Caría        |
| 1959 | Jeca Tatu                        | Dona Baratinha          |
| 1960 | As Aventuras de Pedro Malasartes | Marcolina               |
| 1961 | Zé do Periquito                  | Dona Josefa             |
| 1969 | No Paraíso das Solteironas       | Solteirona              |
| 1969 | Uma Pistola para Djeca           | Dona Natalina           |
| 1972 | O Grande Xerife                  | Moradora de Vila do Céu |
| 1973 | Um Caipira em Bariloche          | Domingas, dona do bar   |
| 1977 | Jecão, um Fofoqueiro no Céu      | Empregada               |

## Ligações Externas
- Nena Viana. no IMDb.